# سیارک ۲۰۳۲۴
سیارک ۲۰۳۲۴ (به انگلیسی: 20324 Johnmahoney، نامگذاری:1998HF22) بیست هزار و سیصد و بیست و چهارمین سیارک کشف شده‌است که در ۲۰ آوریل ۱۹۹۸ کشف شد.
قدر مطلق سیارک برابر ۹.۸ است.